# Västra båken
Västra båken är en ö i Finland. Den ligger i Finska viken och i kommunen Lovisa i den ekonomiska regionen  Lovisa i landskapet Nyland, i den södra delen av landet. Ön ligger omkring 81 kilometer öster om Helsingfors.
Öns area är 4,2 hektar och dess största längd är 370 meter i sydväst-nordöstlig riktning.
Ön har fått sitt namn av att här tidigare stod en inseglingsbåk som markerade början på farleden in till Lovisa (den östra båken på Orrengrund finns fortfarande kvar). Idag är båken ersatt av en ledfyr cirka 600 meter nordöst om Västra båken.